# Aéroport international de Billings Logan
Pour les articles homonymes, voir BIL.
L'aéroport de Billings, (code IATA : BIL • code OACI : KBIL) est un aéroport desservant la ville de Billings, dans l’État du Montana, aux États-Unis.